# Тальция
Тальция (в верховье Большая Тальция) — река в России, протекает в Тюменской области. Устье реки находится в 596 км по правому берегу реки Демьянка. Длина реки составляет 89 км. 

## Притоки
(км от устья)
- Сосыкинигл
- Сырансук
- 45 км: река Уитыпьярт (лв)
- 52 км: река Малая Тальция (пр)
- 84 км: река Венихъярт (пр)

## Данные водного реестра
По данным государственного водного реестра России относится к Иртышскому бассейновому округу, водохозяйственный участок реки — Иртыш от впадения реки Тобол до города Ханты-Мансийск (выше), без реки Конда, речной подбассейн реки — бассейны притоков Иртыша от Тобола до Оби. Речной бассейн реки — Иртыш.